# 울산중부소방서
울산중부소방서(蔚山中部消防署, Ulsan Jungbu Fire station)는 울산광역시 중구, 울산광역시 울주군 일부를 관할하는 울산광역시 소방본부 산하의 소방서이다.
소방서장은 소방정으로 보한다.

## 연혁
- 1946년 울산소방서 설치
- 1947년 4월 1일: 울산소방서 개서
- 1955년 7월 1일: 울산소방서 폐지[3]
- 1967년 11월 29일: 울산소방서 재설치[4]
- 1989년 1월 20일: 울산남부소방서 분리
- 1997년 7월 15일: 울산중부소방서로 변경, 울산의 광역시 승격에 따라 상급기관이 경상남도 소방본부에서 울산광역시 소방본부로 이관.
- 2014년 중부소방서 청사 이전 (중구 종가로 205)
- 2018년 9월 1일: 울산북부소방서 분리

## 조직
| - 소방행정과 - 행정팀 - 예산장비팀 | - 예방안전과 - 예방홍보팀 - 소방검사반 - 소방민원팀 | - 방호구조과 - 구조구급팀 - 지휘조사팀 |

## 관할센터 및 관할구역
울산중부소방서는 6개의 119안전센터와 1개의 구조대를 산하에 두고 있다.
| 명칭                     | 사진 | 주소                      | 관할구역 | 지역대        |
| ------------------------ | ---- | ------------------------- | --- | ------------- |
| 유곡119안전센터          |      | 중구 종가로 205           | 중구 성안동, 교동, 북정동 일부, 유곡동 일부, 성남동 일부, 우정동 일부, 서동 일부, 장현동 일부, 태화동 일부, 학산동 일부, 학성동 일부, 복산동 일부, 약사동 일부 |               |
| 성남119안전센터          |      | 중구 만남의거리 14        | 중구 옥교동, 학성동 일부, 학산동 일부, 성남동 일부, 반구동 일부, 북산동 일부, 북정동 일부                                                                      |               |
| 병영119안전센터          |      | 중구 구교로 226           | 중구 남외동, 동동, 서동 일부, 약사동 일부, 반구동 일부, 장현동 일부, 복산동 일부, 학성동 일부, 북구 송정동, 효문동 일부                                        |               |
| 언양119안전센터          |      | 울주군 언양읍 남천둑길 99 | 울주군 삼남면, 상북면, 언양읍 일부, 두서면 일부, 두동면 일부, 삼동면 일부                                                                                      | 두서119지역대 |
| 태화119안전센터          |      | 중구 태화로 111           | 중구 다운동, 태화동 일부, 유곡동 일부, 우정동 일부, 범서읍 일부                                                                                                |               |
| 범서119안전센터          |      | 울주군 범서읍 구영앞길 99 | 울주군 범서읍 일부, 두동면 일부, 언양읍 일부, 두서면 일부 |               |
| 울산중부소방서 119구조대 |      | 중구 종가로 205           | 울산광역시 중구, 울주군 일부 |               |

## 같이 보기
- 대한민국 소방청
- 대한민국의 소방
- 소방관 계급